# Gheorghe Popescu (Fußballspieler, 1967)
Gheorghe „Gică“ „Baciul“ Popescu (* 9. Oktober 1967 in Calafat) ist ein ehemaliger rumänischer Fußballspieler und derzeitiger Geschäftsmann.

## Karriere als Spieler

### Verein
Der Abwehrspieler begann seine Karriere in seiner Heimatstadt bei Dunărea Calafat. Von dort holte ihn Nicolae Zamfir, der Jugendtrainer von Universitatea Craiova, in die Kreishauptstadt von Dolj und Popescu debütierte am 9. Juni 1985 beim Heimsieg von Universitatea gegen den FCM Brașov in der Divizia A. Ende 1987 wurde er aufgefordert, seinen Wehrdienst in Bukarest zu absolvieren und spielte daher in der Rückrunde der Saison 1987/88 für Steaua Bukarest. Im Sommer 1988 kehrte er gegen den Willen der Vereinsführung, zu der auch Ilie Ceaușescu, der Bruder von Nicolae Ceaușescu, gehörte, zu Universitatea Craiova zurück und sah sich zeitweise dem Vorwurf der Fahnenflucht ausgesetzt. 1990 wechselte Popescu zur PSV Eindhoven, wo er bis 1994 blieb. Er kam 1994 dann zu Tottenham Hotspur und blieb dort nur eine Saison, bevor er 1995 zum FC Barcelona nach Spanien wechselte. 1997 wechselte er zu Galatasaray Istanbul in die Türkei. Mit Galatasaray gewann er im Jahr 2000 den UEFA-Pokal. 2001 wechselte er trotz des Erfolges zum US Lecce nach Italien, wo er eine Saison bestritt. 2002 kam er zum rumänischen Rekordmeister Dinamo Bukarest, wechselte aber noch in der laufenden Saison zu Hannover 96 nach Deutschland. Dort absolvierte er in der Saison 2002/03 insgesamt 14 Spiele, wobei er ein Tor schoss. Sein letztes Spiel als Aktiver machte er am 17. Mai 2003, als jener am 33. Spieltag der Fußball-Bundesliga beim 2:2-Unentschieden gegen Borussia Mönchengladbach zum Einsatz kam. Am 20. Mai 2003, vier Tage vor dem letzten Spieltag der Fußball-Bundesliga, gab er bekannt, zum Saisonende seine Karriere beenden zu wollen.

### Nationalmannschaft
Für die rumänische Fußballnationalmannschaft bestritt Popescu von 1988 bis 2003 insgesamt 115 Spiele und schoss dabei 16 Tore. Er debütierte beim 3:0-Heimsieg gegen Albanien am 20. September 1988 für sein Land. Popescu nahm mit der Mannschaft an der WM 1990 in Italien, an der WM 1994 in den USA, der WM 1998 in Frankreich sowie der EM 1996 in Großbritannien und der EM 2000 in Belgien und der Niederlande teil. Sein letztes Länderspiel bestritt er am 29. März 2003, bei der 2:5-Niederlage gegen Dänemark. Nur zwei Tage später gab er das Ende seiner Karriere in der Nationalmannschaft bekannt.

## Nach der Karriere
Popescu gründete bereits während seiner aktiven Laufbahn in Craiova unter dem Namen Școala de fotbal Gică Popescu eine eigene Fußballschule für junge Talente. Wegen der Nichtüberweisung von Transfererlösen für den Spieler Bogdan Gavrilă an Dunărea Galați wurden sämtliche Mannschaften der Schule im März 2010 von dem Meisterschaftsbetrieb ausgeschlossen. Im März 2013 kündigte Popescu an, die hoch verschuldete Fußballschule aus Kostengründen zu schließen.
Im November 2005 kandidierte er für das Präsidentenamt des rumänischen Fußballverbandes, unterlag aber knapp dem Amtsinhaber Mircea Sandu. Neben seiner Rolle als TV-Fußballexperte tritt Popescu auch als Geschäftsmann und Investor in Erscheinung. Er besitzt eine Holding, zu der zehn Unternehmen gehören, über welche Projekte für den Bau von Hotel-, Büro-, Geschäfts- und Wohnimmobilien abgewickelt werden.
Popescu wurde am 4. März 2014 zu einer Haftstrafe von drei Jahren und einem Monat verurteilt, da er in einen Korruptionsskandal um Spielertransfers verwickelt war. Zwischen 1999 und 2005 wurden dem rumänischen Staat dadurch rund 1,5 Millionen Euro vorenthalten.

## Erfolge/Titel

### Mit Steaua Bukarest
- Rumänische Meister: 1987/88
- Rumänischer Pokalsieger: 1987/88
- Halbfinale im Europapokal der Landesmeister: 1987/88

### Mit der PSV Eindhoven
- Niederländischer Meister: 1990/91, 1991/92
- Niederländischer Supercup-Sieger: 1992

### Mit dem FC Barcelona
- Europapokal der Pokalsieger: 1996/97
- Spanischer Pokalsieger: 1996/97
- Spanischer Supercup-Sieger: 1996
- Spanischer Vize-Meister: 1996/97

### Mit Galatasaray Istanbul
- UEFA-Pokal-Sieger: 1999/2000
- UEFA-Super-Cup-Sieger: 2000
- Türkischer Meister: 1997/98, 1998/99, 1999/2000
- Türkischer Pokalsieger: 1998/99, 1999/2000

### Mit der Nationalmannschaft
- Weltmeisterschaft: Viertelfinale 1994
- Europameisterschaft: Viertelfinale 2000

## Auszeichnungen
Popescu gelang es, sechs Mal (1989, 1990, 1991, 1992, 1995, 1996) Rumäniens Fußballer des Jahres zu werden und dies trotz der Konkurrenz seines Schwagers Gheorghe Hagi, der diese Auszeichnung sieben Mal erringen konnte. Am 25. März 2008 wurde Popescu vom rumänischen Staatspräsidenten Traian Băsescu für die Leistungen in der Nationalmannschaft mit dem Verdienstorden „Meritul sportiv“ III. Klasse ausgezeichnet. Er ist Verdienter Meister des Sports.

## Sonstiges
Popescu ist verheiratet und hat eine Tochter und einen Sohn.